# Ломен (Мекленбург-Передня Померанія)
Ломен (нім. Lohmen) — громада в Німеччині, розташована в землі Мекленбург-Передня Померанія. Входить до складу району Росток. Складова частина об'єднання громад Гюстров-Ланд.
Площа — 34,77 км2. Населення становить 796 ос. (станом на 31 грудня 2020).

## Галерея

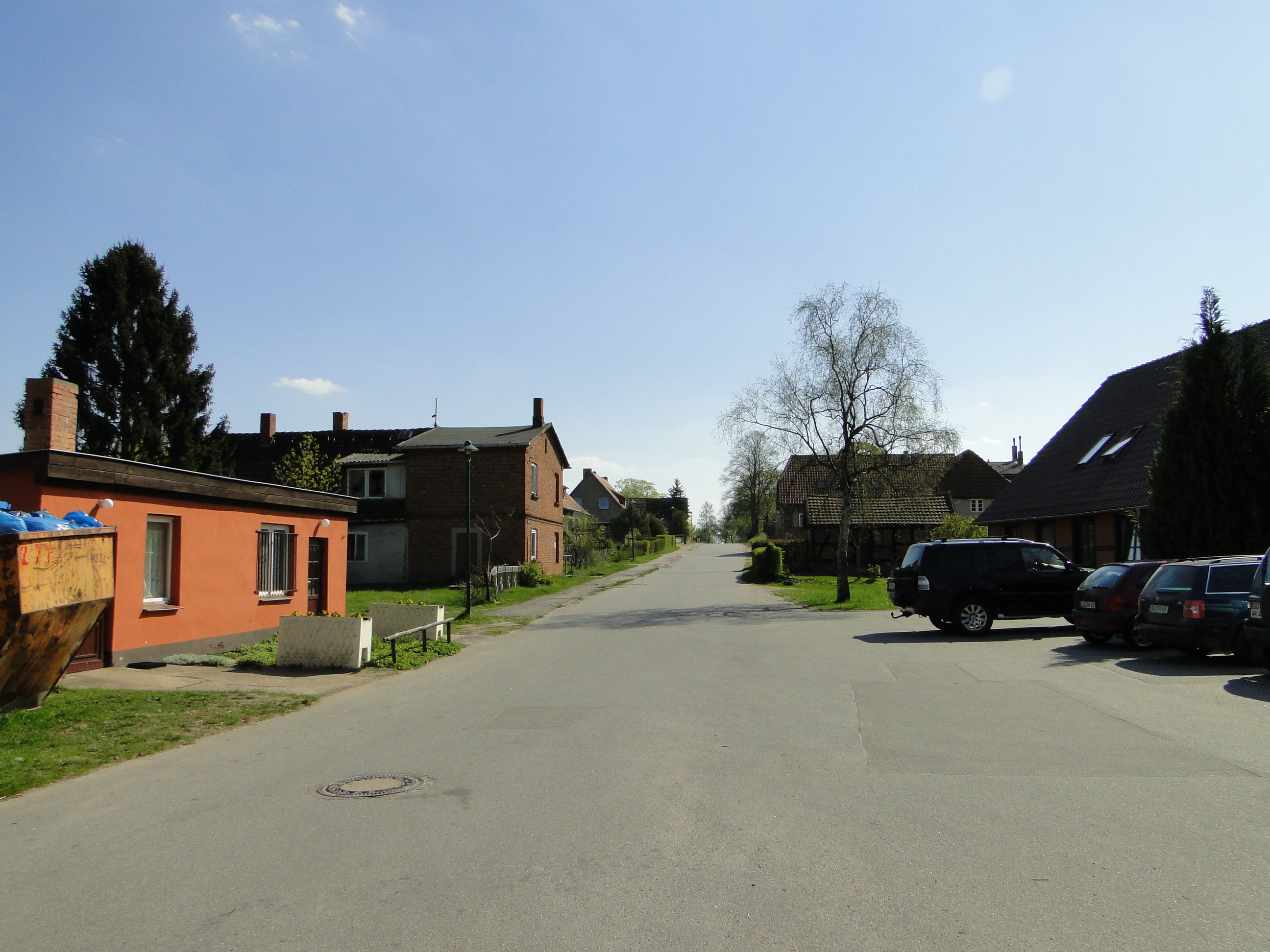